# 穆东升
穆东升（1954年—），男，回族，青海民和人，中华人民共和国政治人物。

## 生平
1972年参加工作。1976年6月加入中国共产党。1992年，担任海北州副州长。1995年7月，任青海省人民政府副秘书长；1997年6月，任青海省省长助理；1998年1月任青海省副省长。2007年9月，任中共青海省委常委，省总工会主席。2008年10月17日，中国工会十五大在北京开幕，大会选举他出任主席团委员。2011年，任青海省人大常委会副主任。2013年，担任第十二届全国人民代表大会常务委员会委员。2013年1月不再担任青海省委常委。